# Annibale Comessatti
Annibale Comessatti (Údine, 30 de janeiro de 1886 – Pádua, 13 de setembro de 1945) foi um matemático italiano, que trabalhou com geometria algébrica.

Da esquerda, de pé: Annibale Comessatti, Dr. Ernst Völlm (Zurique), reitor Michel Plancherel, sentados: Maria Camelia Comessatti, senhora Comessatti, no Congresso Internacional de Matemáticos em Zurique, 1932.

Comessatti estudou na Universidade de Pádua, aluno de Giuseppe Veronese, Gregorio Ricci-Curbastro, Tullio Levi-Civita e Francesco Severi, obtendo o doutorado em 1908. Foi depois assistente de Severi em Pádua, quando foi em 1920 professor da Universidade de Cagliari. A partir de 1922 foi professor em Pádua.
Em 1935 foi eleito membro da Accademia dei Lincei. Recebeu o Prêmio de Matemática da Accademia dei XL de 1926.
Dentre seus estudantes consta Ugo Morin.

## Obras
- Lezioni di Geometria Analitica e Proiettiva, 2 Volumes, 1930, 1931, 2. Edição 1941/42